# レンアウェイ郡 (ミシガン州)
レンアウェイ郡（英: Lenawee County、発音："LENN-a-way"）は、アメリカ合衆国ミシガン州南部の郡である。人口は9万9423人（2020年）。郡庁所在地はエイドリアンであり、同郡で人口最大の都市である。

## 歴史

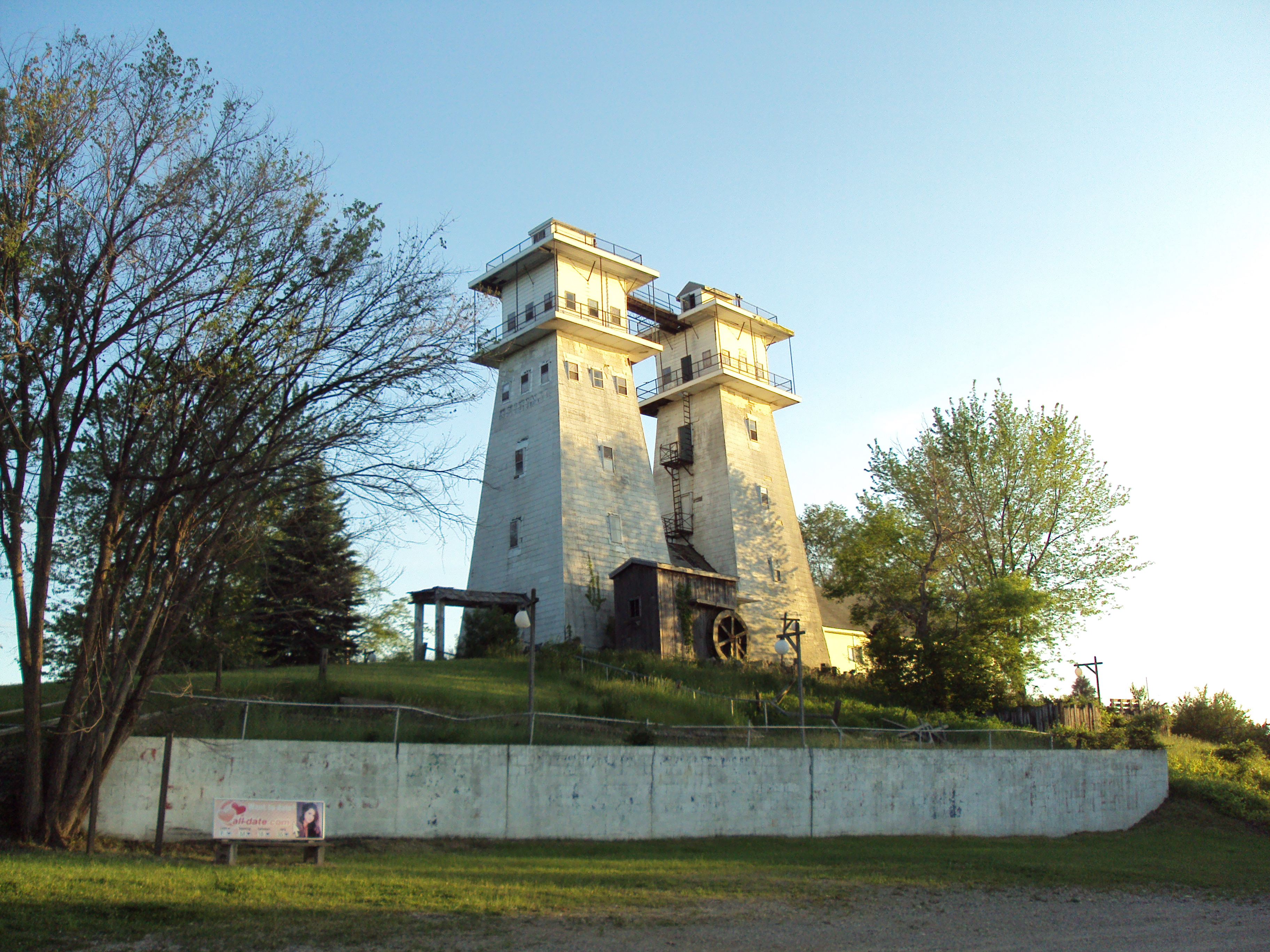
ヘイズ州立公園にあるアイリッシュヒルズのタワーズ（展望台）

レンアウェイ郡は1826年にモンロー郡から分離して設立された。「レンアウェイ」という名前は、ヘンリー・スクールクラフトが、デラウェア族インディアンの言葉で「人」を意味する "leno" または "lenno"、あるいはショーニー族の "lenawai" から派生させた「新語」だと考えられている。

## 地理
アメリカ合衆国国勢調査局に拠れば、郡域全面積は761.31平方マイル (1,971.8 km2)であり、このうち陸地750.50平方マイル (1,943.8 km2)、水域は10.81平方マイル (28.0 km2)で水域率は1.42%である。

### 主要高規格道路
- アメリカ国道12号線 - 別名ミシガン・アベニュー、またはシカゴ道路
- アメリカ国道127号線
- アメリカ国道223号線
- ミシガン州道34号線
- ミシガン州道50号線
- ミシガン州道52号線
- ミシガン州道124号線
- ミシガン州道156号線

郡内の南北方向道路は「ハイウェイ」、東西方向道路は「ロード」と呼ばれている。

### 隣接する郡
- ウォッシュトノー郡 - 北東
- ジャクソン郡 - 北西
- モンロー郡 - 東
- ヒルズデール郡 - 西
- ルーカス郡 (オハイオ州) - 南東
- フルトン郡 (オハイオ州) - 南西

## 人口動態
以下は2000年の国勢調査による人口統計データである。
| 基礎データ - 人口: 98,890人 - 世帯数: 35,930 世帯 - 家族数: 26,049 家族 - 人口密度: 51人/km2（132人/mi2） - 住居数: 39,769軒 - 住居密度: 20軒/km2（53軒/mi2） 人種別人口構成 - 白人: 92.51% - アフリカン・アメリカン: 2.12% - ネイティブ・アメリカン: 0.41% - アジア人: 0.46% - 太平洋諸島系: 0.01% - その他の人種: 3.01% - 混血: 1.49% - ヒスパニック・ラテン系: 6.96% 先祖による構成 - ドイツ系：30.4% - イギリス系：11.6% - アメリカ人：10.2% - アイルランド系：9.9% 言語による構成 - 英語：94.7% - スペイン語：4.2% | 年齢別人口構成 - 18歳未満: 25.9% - 18-24歳: 9.1% - 25-44歳: 28.6% - 45-64歳: 23.7% - 65歳以上: 12.7% - 年齢の中央値: 36歳 - 性比（女性100人あたり男性の人口） - 総人口: 100.1 - 18歳以上: 98.0 世帯と家族（対世帯数） - 18歳未満の子供がいる: 34.2% - 結婚・同居している夫婦: 58.7% - 未婚・離婚・死別女性が世帯主: 10.0% - 非家族世帯: 27.5% - 単身世帯: 22.9% - 65歳以上の老人1人暮らし: 9.7% - 平均構成人数 - 世帯: 2.61人 - 家族: 3.07人 収入と家計 - 収入の中央値 - 世帯: 45,739米ドル - 家族: 53,661米ドル - 性別 - 男性: 38,458米ドル - 女性: 25,510米ドル - 人口1人あたり収入: 20,186米ドル - 貧困線以下 - 対人口: 6.7% - 対家族数: 4.4% - 18歳未満: 7.1% - 65歳以上: 9.2% |

## 郡政府
郡政府は地方道の維持、税評価、地区分け、地方裁判所の運営、警察と消防、重要記録の維持を行い、また社会サービスの項目で州の施策への参加を行う。郡政委員会は予算を承認するが、法や条例を作るのは限定付き権限である。アドリアン・カレッジは郡政府の管轄外で郡内に位置している。

## 政治
レンアウェイ郡は州全体の選挙で二大政党の候補者を同程度支持しており接戦郡になってきた。テクムセとアドリアン各郡区は民主党支持の傾向にあり、ドーバー、マディソン、リガ各郡区は共和党支持の傾向にある。田園部はポピュリズムとリバタリアニズムの牙城であり、ティーパーティ運動がかなりの支持を得た。2010年中間選挙では、共和党の知事候補リック・スナイダー、アメリカ合衆国下院議員候補ティム・ウォルバーグ、州上院議員候補ブルース・カズウェル、州下院議員候補ナンシー・ジェンキンスとマイク・シャーキーを支持した。
アメリカ合衆国下院議員の選挙区では第7区に属し、現在は郡住人でティーパーティに支持されたティム・ウォルバーグを選出している。ウォルバーグは元レンアウェイ郡選出州下院議員を務めていた。第7区はレンアウェイ郡以外にジャクソン、ヒルズデール、ブランチ、イートン各郡の全部と、カルフーン、ウォッシュトノー各郡の1部を含んでいる。2008年の選挙では民主党現職のマーク・シャウアーがウォルバーグの初挑戦を退けたが、2010年ではウォルバーグが雪辱した。
州議会下院では共和党のナンシー・ジェンキンスが第57区の代表であり、第57区はレンアウェイ郡の大半を含んでいる。この区は元、民主党のダグ・スペードとダドリー・スペードの兄弟が維持していた。2人とも3期を務めた。2008年の選挙でダドリーがナンシーの母である共和党のエマ・ジェンキンスを破った。オンステッドを含むケンブリッジ郡区は第65区に属し、アイリッシュヒルズの大半が入っている。ここは共和党のマイク・シャーキーが代表である。上院議員は第16区に属し、ヒルズデール出身で共和党のブルース・カズウェルが代表である。その前任も共和党のキャメロン・ブラウンだった。この選挙区にはレンアウェイ、ヒルズデール、ブランチ各郡が含まれる。
大統領選挙でレンアウェイ郡は勝利を占う郡と考えられ、1976年より後の大統領選挙では全て当選者を支持してきた。1976年は共和党現職でミシガン州出身のジェラルド・フォードを支持したが、ジョージア州知事で民主党のジミー・カーターに敗れた。

## 郡区
レンアウェイ郡は下記22の郡区に分割されている。
| - エイドリアン・チャーター - ブリスフィールド - ケンブリッジ - クリントン - ディアフィールド - ドーバー | - フェアフィールド - フランクリン - ハドソン - メイコン - マディソン・チャーター - メディナ | - オグデン - パルミラ - レーズン・チャーター - リッジウェイ - リガ - ローリン | - ローム - セネカ - テクムセ - ウッドストック |

## 都市と町
| 都市 - エイドリアン - 郡庁所在地 - ハドソン - モレンシ - テクムセ | 村 - アディソン - ブリスフィールド - ブリトン - セメントシティ（部分） - クレイトン - クリントン - ディアフィールド - オンステッド | 未編入の町 - カナダイガ - フェアフィールド - ジャスパー - マディソンセンター - メディナ - マニトービーチ・デビルスレイク 国勢調査指定地域 - ノースモレンシ - パルミラ - サンドクリーク - ティプトン - ウェストン |